# Kai Bing
Kai Bing (16. februar 1880 på Frederiksberg – 27. januar 1960) var en dansk civilingeniør og konsulent.
Han var søn af bankier Laurids Bing (død 1903) og hustru Amalie f. Bendix (død 1933). Han blev student fra Slomanns Skole 1898; cand.phil. 1899; cand.polyt. 1904; kemiker hos Blauenfeldt & Tvede 1904-05; laboratoriekemiker i Berlin 1905-06; drifts-kemiker hos Max Frænkel & Runge, Spandau 1906-14; direktør for A/S Drubin, Fabrik for Trykfarver 1915-19.
Bing var medlem af bestyrelsen for A/S Schiønning & Arvé 1915-44; bestyrelsens kommitterede 1924-43; assistent hos professor, dr. J.A. Hedvall ved Chalmers tekniska högskola i Göteborg november 1943 til maj 1945. Medlem af bestyrelsen for A/S Skandinavisk Gummi Co. 1916-40, for A/S Dansk Sæbeindustri 1918-30 og for oliefirmaet A/S Edelstein, Olsen & Co. 1919-24; medlem af bestyrelsen og dennes kommitterede i A/S Drubin, Fabrik for Trykfarver, fra 1919; medlem af repræsentantskabet for Forsikrings-Aktieselskabet Norden 1923-32; medarbejder ved Pensions- og Livrente-Institutet af 1919 A/S fra 1931; medlem af bestyrelsen for Arbejdernes Byggeforening fra 1934.
Litterære arbejder; bogen om Udblomstringer paa Murværk (1947); afhandlinger om kautsjuk og tørrende olier i De tekniske Vetenskaperne; artikler angående kautsjukkemi i Ingeniøren, Gummizeitung, Zeitschrift für Angewandte Chemie o. a. tidsskrifter.
Opfindelser: metoder til afvulkanisering af gammelt gummi.

## Privatliv
Han blev gift 3. juli 1908 med Kathrine Maria Bing, f. 6. juli 1887, datter af grosserer Jacob Stilling-Andersen (død 1933) og hustru Marie f. Tranberg (død 1936).